# Haßbergetrauf und Bundorfer Wald
Haßbergetrauf und Bundorfer Wald este o arie protejată (arie de protecție specială avifaunistică — SPA) din Germania întinsă pe o suprafață de 9.331,35 ha, integral pe uscat.

## Localizare
Centrul sitului Haßbergetrauf und Bundorfer Wald este situat la coordonatele 50°13′13″N 10°27′28″E / 50.2203°N 10.4578°E.

## Înființare
Situl Haßbergetrauf und Bundorfer Wald a fost declarat arie de protecție specială avifaunistică în septembrie 2006 pentru a proteja 29 de specii de animale.

## Biodiversitate
Situată în ecoregiunea continentală, aria protejată nu include niciun habitat protejat.
La baza desemnării sitului se află mai multe specii protejate de  păsări (29): minunița (Aegolius funereus), pescăruș albastru (Alcedo atthis), fâsă de pădure (Anthus trivialis), buha (Bubo bubo), barză neagră (Ciconia nigra), erete de stuf (Circus aeruginosus), porumbel de scorbură (Columba oenas), ciocănitoarea de stejar (Dendrocopos medius), ciocănitoare pestriță mică (Dendrocopos minor), ciocănitoare neagră (Dryocopus martius), presură de grădină (Emberiza hortulana), șoimul rândunelelor (Falco subbuteo), muscar-gulerat (Ficedula albicollis), muscar negru (Ficedula hypoleuca), muscar (Ficedula parva), ciuvică (Glaucidium passerinum), capîntortură (Jynx torquilla), sfrâncioc roșiatic (Lanius collurio), privighetoare (Luscinia megarhynchos), Luscinia svecica cyanecula, gaia neagră (Milvus migrans), gaia roșie (Milvus milvus), viespar (Pernis apivorus), codroșul de pădure (Phoenicurus phoenicurus), ciocănitoare verzuie (Picus canus), sitar de pădure (Scolopax rusticola), turturică (Streptopelia turtur), silvie de câmp (Sylvia communis), silvie porumbacă (Sylvia nisoria).